# 594. grenadirski polk (Wehrmacht)
594. grenadirski polk (izvirno nemško 594. Grenadier-Regiment; kratica 594. GR) je bil pehotni polk Heera v času druge svetovne vojne.

## Zgodovina
Polk je bil ustanovljen 15. oktobra 1942 s preimenovanjem 594. pehotnega polka; dodeljen je bil 323. pehotni diviziji. 2. novembra 1943 so polk razpustili.
Polk so ponovno ustanovili 9. marca 1945 na Danskem, pri čemer je bil dodeljen 328. pehotni diviziji.